# La Pouëze
La Pouëze ([la ˈpwɛz] ⓘ) ist ein Ort und ehemalige französische Gemeinde mit 2.009 Einwohnern (Stand: 1. Januar 2022) im Département Maine-et-Loire in der Region Pays de la Loire. Sie gehörte zum Arrondissement Segré. Die Einwohner werden Pouëzéens und Pouëzéennes genannt.
Der Erlass der Präfektin vom 22. Dezember 2015 legte mit Wirkung zum 28. Dezember 2015 die Eingliederung von La Pouëze als Commune déléguée zusammen mit den früheren Gemeinden Vern-d’Anjou, Gené und Brain-sur-Longuenée zur Commune nouvelle Erdre-en-Anjou fest.

## Geografie

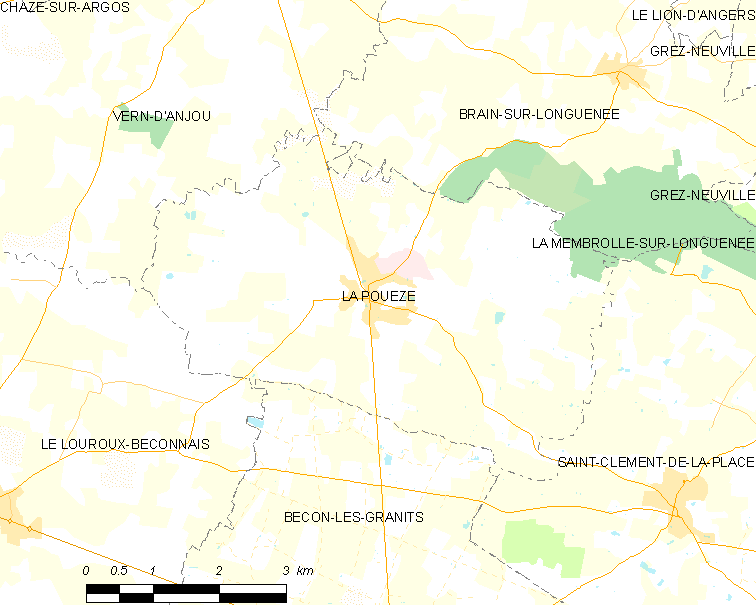
Karte von La Pouëze

La Pouëze liegt etwa 22 Kilometer nordwestlich von Angers in der Région naturelle des Haut-Anjou, Teil der historischen Provinz des Anjou.
Aus geologischer Sicht befindet sich das Ortsareal auf verschiedenen Gesteinsschichten aus dem unteren Silur.
Das Ortsgebiet liegt im Einzugsbereich der Loire und wird entwässert von der Erdre, die im Ort entspringt, vom zeitweise trockenfallenden Flüsschen Brionneau sowie von kleineren, ebenfalls zeitweise trockenfallenden Bächen. La Pouëze befindet sich im Armorikanischen Massiv. Das Bodenrelief ist relativ flach mit Höhen bis knapp unter 100 m. Das Ortszentrum liegt auf etwa 70 m. Die tiefste Stelle wird mit 51 m im Osten beim Austritt des Brionneau aus dem Ortsgebiet gemessen.
Im Nordosten erstreckt sich das Waldgebiet Forêt domaniale de Languenée.
Umgeben wird La Pouëze von drei Nachbargemeinden und zwei Communes déléguées von Erdre-en-Anjou:
| Vern-d’Anjou (Erdre-en-Anjou) | Brain-sur-Longuenée (Erdre-en-Anjou)        |                           |
|                               | Kompassrose, die auf Nachbargemeinden zeigt | Saint-Clément-de-la-Place |
| Val d’Erdre-Auxence           | Bécon-les-Granits                           |                           |

## Geschichte
Frühe Formen des Ortsnamens waren:
Constantinii venatoris de la Poyza (gegen 1011), Gauslino de Puzia (gegen 1050), Burcardus de Putia (gegen 1090), Jacobus de la Poeza (1214), Poyza (1205), La Poueze (Carte de Cassini, 18. Jahrhundert, 1793, 1801).
Die Schriften geben keine Auskunft über die Gründung der Kirche in La Pouëze, die spätestens im 12. Jahrhundert erfolgt haben sollte. In einer Urkunde der Abtei Saint-Aubin d’Angers wird eine Burg Castrum Puzie erwähnt, die gegen 1100 von Geoffroi Rorgon, Seigneur von Le Lion-d’Angers und Candé, erstürmt und in Brand gesteckt wurde.
Das Lehen hatte seinen Herrschaftssitz in Arquenay und vereinte im 15. Jahrhundert die Lehen von Vaugrêlé, Goulet, Clos, Ville und Marée mit dem Recht der hohen, niedrigen und mittleren Gerichtsbarkeit und dem Taubenschlag, den Jagd- und Fischereirechten und anderen Gewohnheits- und Vogtrechten. Mit der Gründung von Sainte-Emerance als Filialgemeinde durch Ludwig XI. erhielt der Pfarrer den nicht ganz ernstzunehmenden Titel des „geistlichen und weltlichen Seigneur“ der Gemeinde. Sainte-Emerance ist heute ebenso wie La Fiogée ein integrierter Ortsteil von La Pouëze.
Am Ende des 18. Jahrhunderts gehörte die Pfarrgemeinde zum Bistum Angers, zum Archidiakonat Outre-Maine, zum Dekanat von Candé sowie zur Élection und Subdelegation von Angers und zum Einzugsgebiet der Gabelle von Ingrandes. Seit dem Ende 1793 befand sich La Pouëze im Land der Aufständischen, der Chouannerie.

## Bevölkerungsentwicklung
| La Pouëze: Einwohnerzahlen von 1793 bis 2020                                                                               | La Pouëze: Einwohnerzahlen von 1793 bis 2020 | La Pouëze: Einwohnerzahlen von 1793 bis 2020 | La Pouëze: Einwohnerzahlen von 1793 bis 2020 | La Pouëze: Einwohnerzahlen von 1793 bis 2020 |
| --- | -------------------------------------------- | -------------------------------------------- | -------------------------------------------- | -------------------------------------------- |
| Jahr |                                              |                                              |                                              | Einwohner                                    |
| 1793 | 1793                                         |                                              | 939                                          | 939                                          |
| 1800 | 1800                                         |                                              | 793                                          | 793                                          |
| 1806 | 1806                                         |                                              | 858                                          | 858                                          |
| 1821 | 1821                                         |                                              | 880                                          | 880                                          |
| 1831 | 1831                                         |                                              | 905                                          | 905                                          |
| 1836 | 1836                                         |                                              | 1.020                                        | 1.020                                        |
| 1841 | 1841                                         |                                              | 1.132                                        | 1.132                                        |
| 1846 | 1846                                         |                                              | 1.143                                        | 1.143                                        |
| 1851 | 1851                                         |                                              | 1.167                                        | 1.167                                        |
| 1856 | 1856                                         |                                              | 1.392                                        | 1.392                                        |
| 1861 | 1861                                         |                                              | 1.359                                        | 1.359                                        |
| 1866 | 1866                                         |                                              | 1.361                                        | 1.361                                        |
| 1872 | 1872                                         |                                              | 1.460                                        | 1.460                                        |
| 1876 | 1876                                         |                                              | 1.431                                        | 1.431                                        |
| 1881 | 1881                                         |                                              | 1.361                                        | 1.361                                        |
| 1886 | 1886                                         |                                              | 1.368                                        | 1.368                                        |
| 1891 | 1891                                         |                                              | 1.407                                        | 1.407                                        |
| 1896 | 1896                                         |                                              | 1.363                                        | 1.363                                        |
| 1901 | 1901                                         |                                              | 1.365                                        | 1.365                                        |
| 1906 | 1906                                         |                                              | 1.419                                        | 1.419                                        |
| 1911 | 1911                                         |                                              | 1.413                                        | 1.413                                        |
| 1921 | 1921                                         |                                              | 1.314                                        | 1.314                                        |
| 1926 | 1926                                         |                                              | 1.319                                        | 1.319                                        |
| 1931 | 1931                                         |                                              | 1.256                                        | 1.256                                        |
| 1936 | 1936                                         |                                              | 1.123                                        | 1.123                                        |
| 1946 | 1946                                         |                                              | 1.142                                        | 1.142                                        |
| 1954 | 1954                                         |                                              | 1.296                                        | 1.296                                        |
| 1962 | 1962                                         |                                              | 1.430                                        | 1.430                                        |
| 1968 | 1968                                         |                                              | 1.396                                        | 1.396                                        |
| 1975 | 1975                                         |                                              | 1.309                                        | 1.309                                        |
| 1982 | 1982                                         |                                              | 1.410                                        | 1.410                                        |
| 1990 | 1990                                         |                                              | 1.437                                        | 1.437                                        |
| 1999 | 1999                                         |                                              | 1.424                                        | 1.424                                        |
| 2006 | 2006                                         |                                              | 1.646                                        | 1.646                                        |
| 2013 | 2013                                         |                                              | 1.913                                        | 1.913                                        |
| 2020 | 2020                                         |                                              | 2.001                                        | 2.001                                        |
| Quelle(n): EHESS/Cassini bis 1999, INSEE ab 2006 Anmerkung(en): Ab 1962 offizielle Zahlen ohne Einwohner mit Zweitwohnsitz |                                              |                                              |                                              |                                              |

## Sehenswürdigkeiten
- Pfarrkirche Saint-Victor aus dem 19. Jahrhundert. Die Besonderheit der Kirche liegt in ihrem aus den beiden Bauperioden resultierenden Grundriss mit zwei Querschiffen sowie in der ungleichen Proportion der Bereiche zwischen der großflächigen siebenseitigen Apsis und dem Langhaus.
- Kapelle Sainte-Émérance mit Ursprüngen aus dem 15. Jahrhundert. Im Oktober 1796 als Nationalgut verkauft und als Ruine beschrieben, wurde sie im 19. Jahrhundert restauriert. Die Kapelle ist seit 1959 als Monument historique klassifiziert.
- Kapelle Saint-Barthélemy, 1724 errichtet
- Schloss La Villenière, gegen 1830 errichtet
- Schloss L’Anjouère, erbaut 1878
- Ehemaliges Pfarrhaus, heute ehemaliges Rathaus, erbaut 1740
- Windmühlenruine La Lande

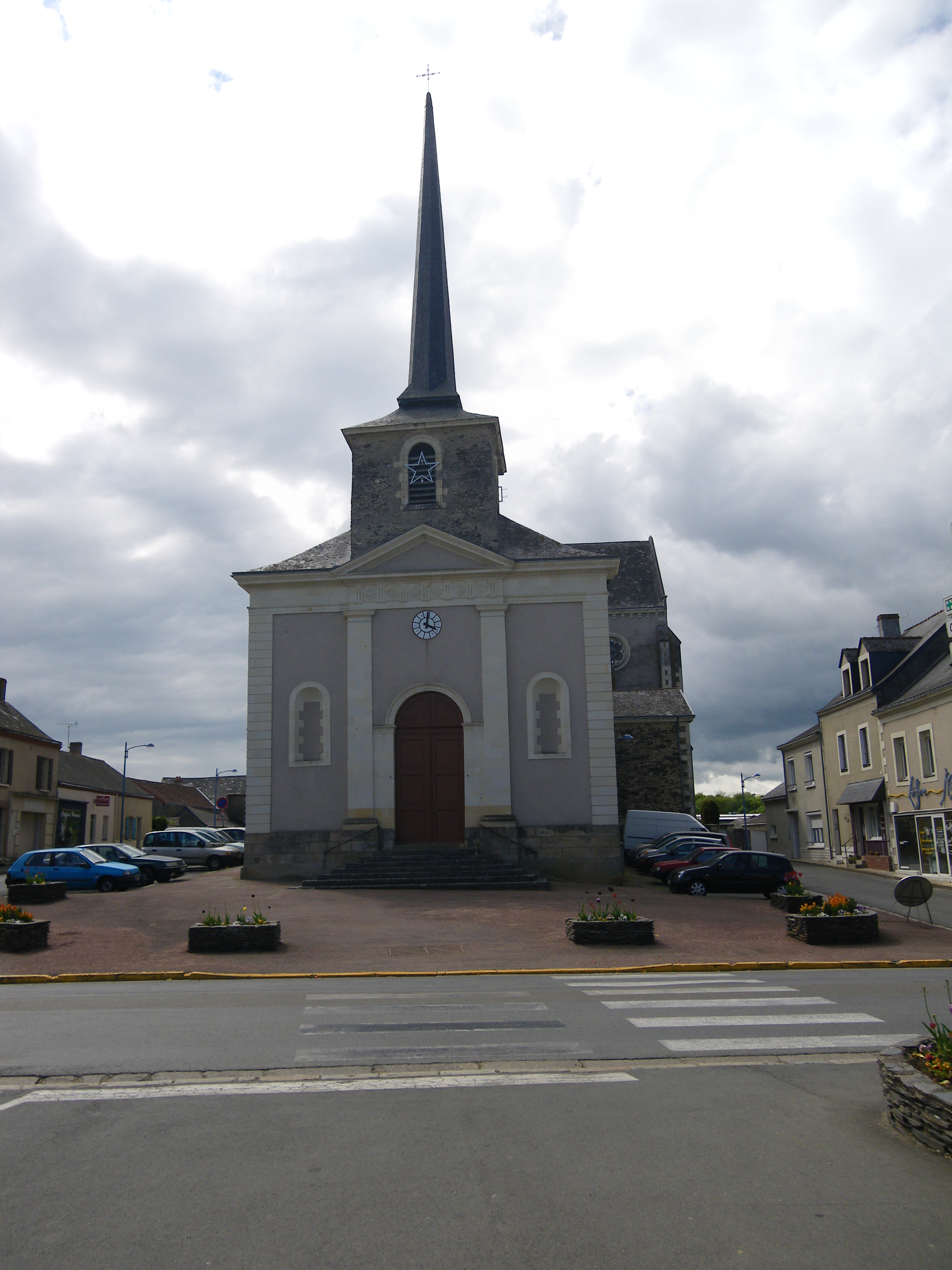
Pfarrkirche Saint-Victor
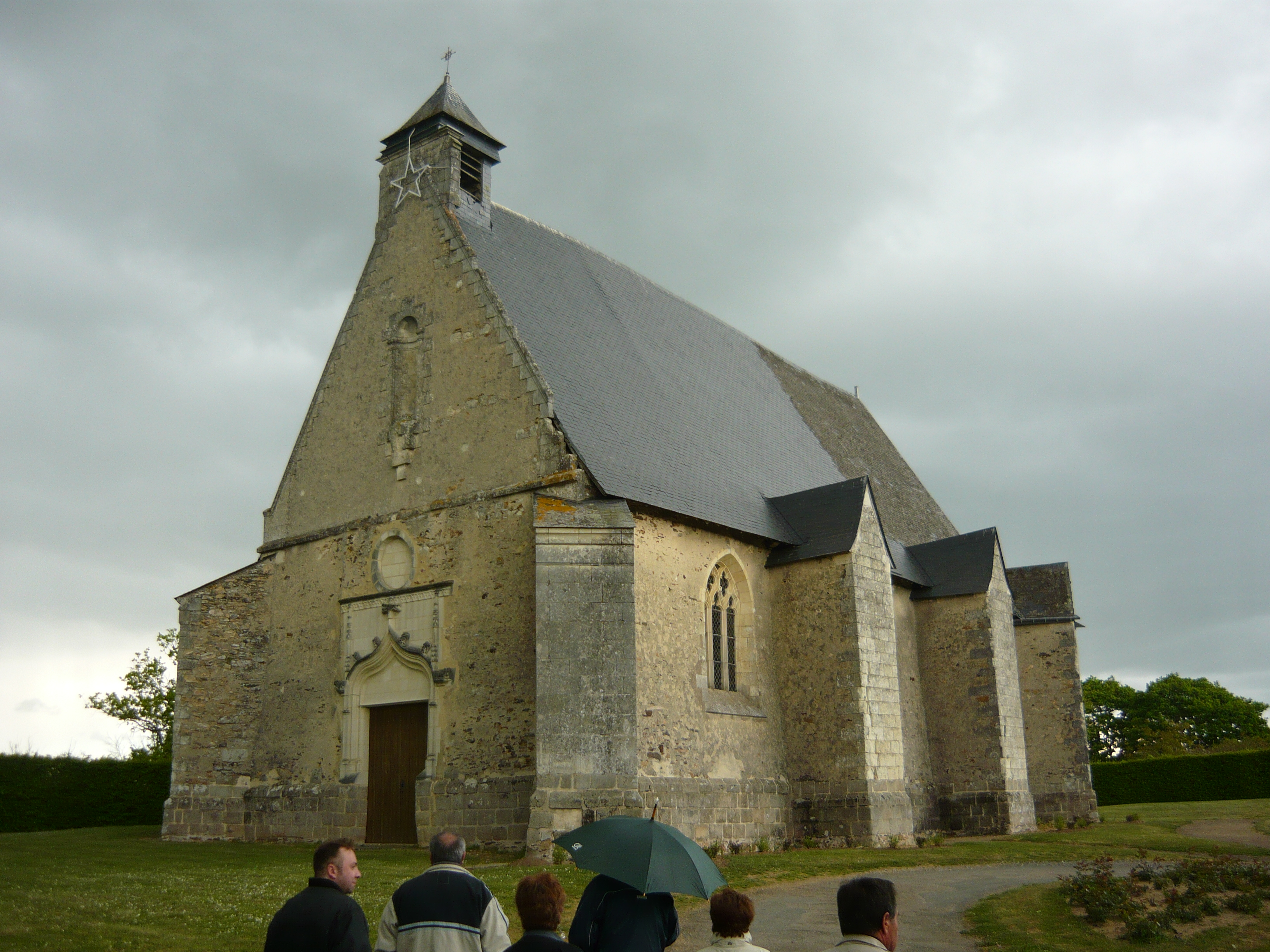
Kapelle Sainte-Émérance
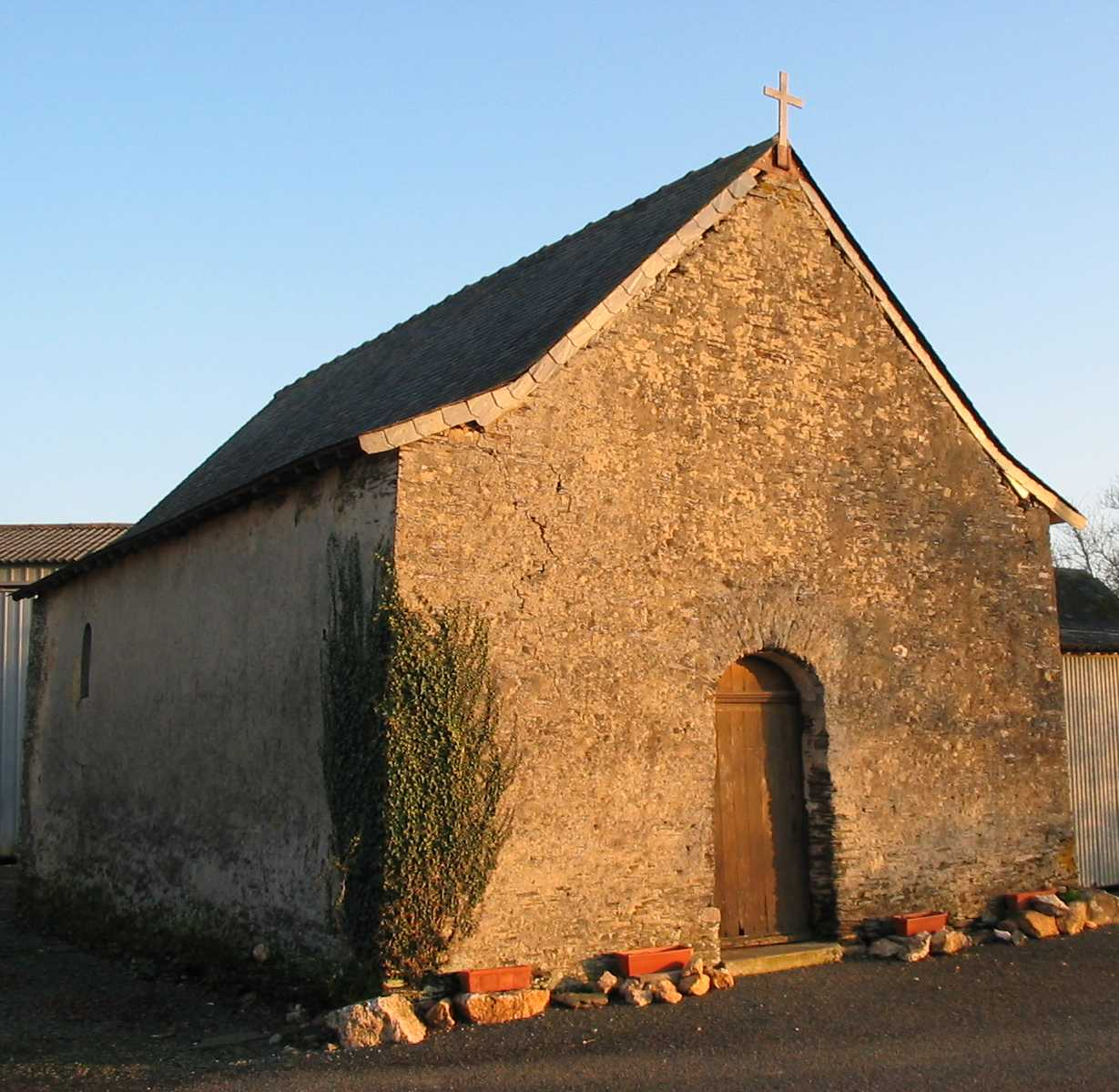
Kapelle Saint-Barthélemy
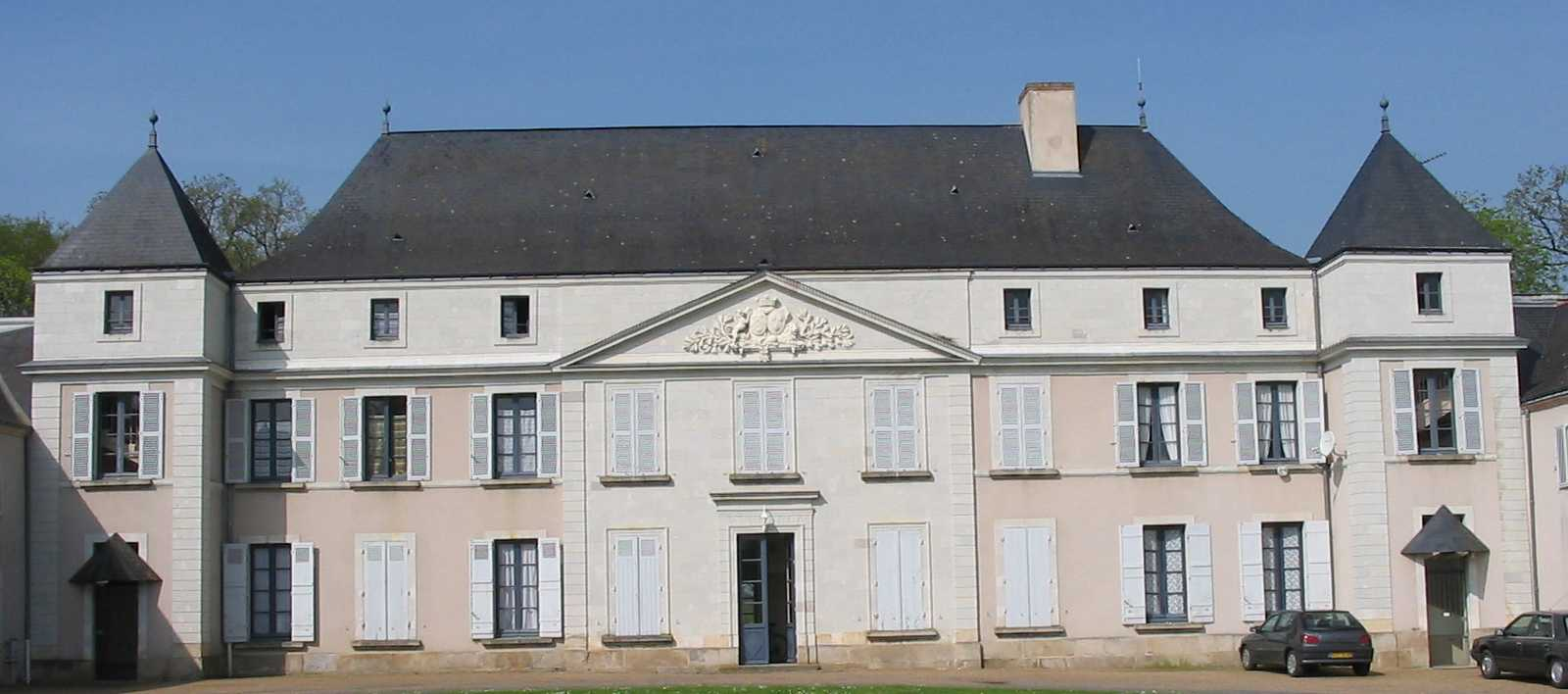
Schloss La Villenière
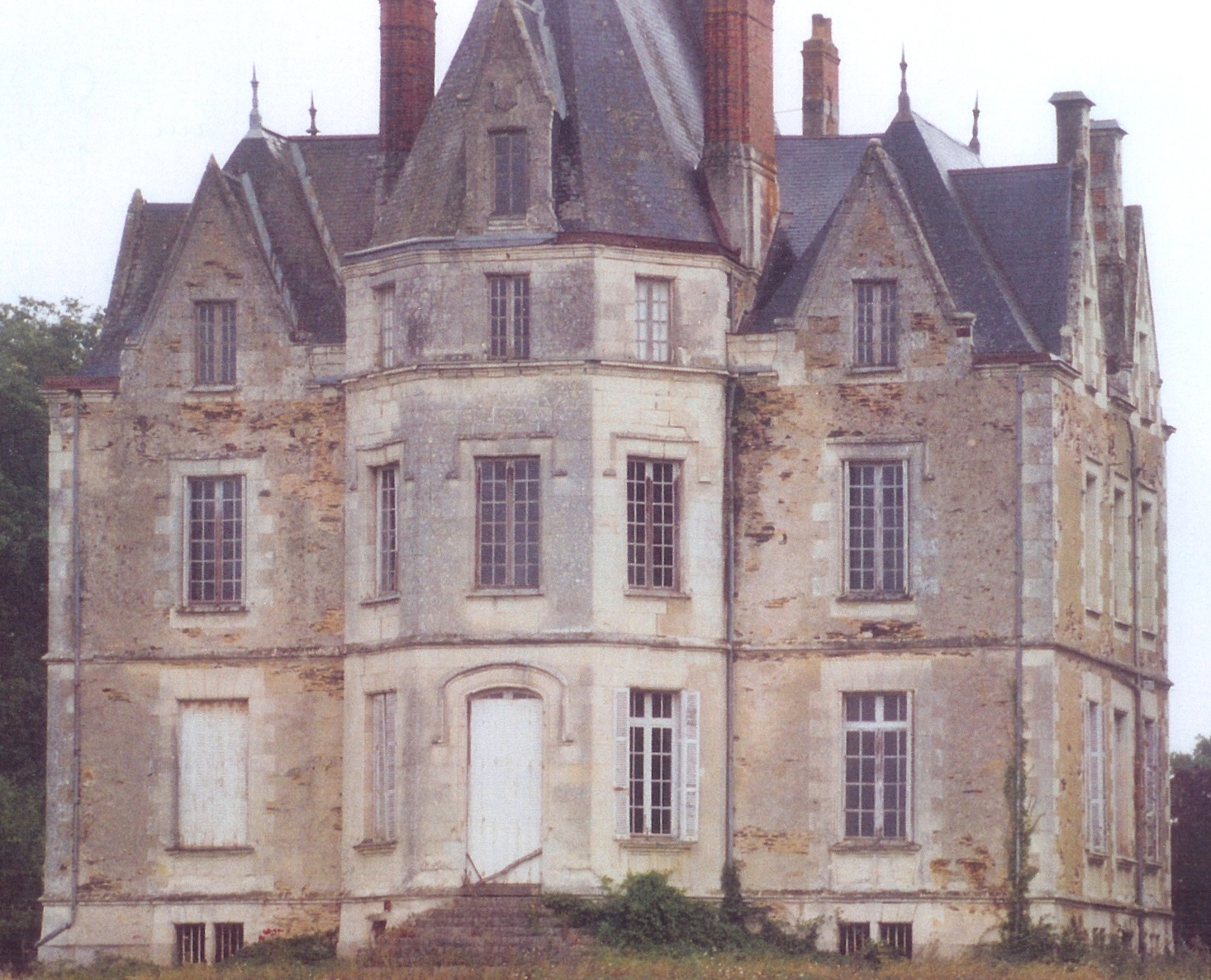
Schloss L’Anjouère

## Persönlichkeiten
- Alfred Fouillée (1838–1912), französischer Philosoph, geboren in La Pouëze
- Jean-Paul Sartre (1905–1980), französischer Romancier, Dramatiker, Philosoph, Religionskritiker und Publizist und Simone de Beauvoir (1908–1986), französische Schriftstellerin, Philosophin und Feministin, verbrachten zwischen 1938 und 1948 in einem Haus von Dr. Morel in La Pouëze. Jean-Paul Sartre verfasste 1943 hier sein Theaterstück Huis-clos (Geschlossene Gesellschaft)